# Sudden Lights
Sudden Lights è un gruppo musicale lettone formato a Riga nel 2012 da Andrejs Reinis Zitmanis, Kārlis Matīss Zitmanis, Kārlis Vārtiņš e Mārtiņš Matīss Zemītis.
Hanno rappresentato la Lettonia all'Eurovision Song Contest 2023 con il brano Aijā.

## Storia
I Sudden Lights si sono formati nel 2012 da un'idea di Andrejs Reinis Zitmanis e Mārtiņš Matīss Zemītis, due studenti alla scuola di musica Pāvuls Jurjāns di Riga. Kārlis Matīss Zitmanis e Kārlis Vārtiņš si sono uniti al gruppo nel 2014.
Nel 2015 il gruppo ha vinto il primo premio al concorso per artisti emergenti Pirmā Plate, grazie al quale hanno avuto la possibilità di registrare il loro primo singolo in studio, Tik savādi. L'album di debutto Priekšpilsētas è uscito nel 2017, ed è stato presentato il 12 aprile 2018 al primo concerto del gruppo, che si è tenuto al centro musicale Daile.
Nel 2018 i Sudden Lights hanno partecipato a Supernova, il programma di selezione lettone per l'annuale Eurovision Song Contest, dove si sono piazzati al 2º posto con l'inedito Just Fine. Nello stesso anno hanno aperto cinque concerti della tournée Skārda bungu tūre dei Prāta Vētra. Nel 2019 hanno pubblicato il secondo album Vislabāk ir tur, kur manis nav, che hanno promosso con la loro prima tournée nazionale come headliner fra febbraio e marzo 2020. Il terzo album d'inediti, Miljards vasaru, è uscito nel 2022.
Nel febbraio 2023 i Sudden Lights hanno partecipato una seconda volta a Supernova, dove hanno presentato l'inedito Aijā, certificato platino dalla LaIPA. Si sono classificati al primo posto, diventando di diritto i rappresentanti lettoni sul palco dell'Eurovision Song Contest 2023 a Liverpool. Nel maggio successivo si sono esibiti durante la prima semifinale della manifestazione europea, non riuscendo a qualificarsi per la finale.

## Formazione
- Andrejs Reinis Zitmanis – voce
- Kārlis Matīss Zitmanis – chitarra
- Kārlis Vārtiņš – basso
- Mārtiņš Matīss Zemītis – batteria

## Discografia

### Album in studio
- 2017 – Priekšpilsētas
- 2019 – Vislabāk ir tur, kur manis nav
- 2022 – Miljards vasaru
- 2025 – Īsas vasaras garas ziemas

### Album dal vivo
- 2023 – Zaļais teātris: Live

### Singoli
- 2015 – Tik savādi
- 2016 – Priekšpilsētas valsis
- 2017 – Laikmets
- 2017 – Šajā sētas pusē
- 2018 – Negribu piezemēties
- 2019 – Dzīvnieks
- 2019 – Izbēgšana
- 2020 – Elektriskā gaisma
- 2021 – Klusumi
- 2021 – Aizņem man vietu (feat. Annna)
- 2021 – Siltas vasaras ēnā
- 2022 – Laternas
- 2022 – Pāris neuzņemtu foto
- 2022 – Pasaule trīc (feat. ZeBrene)
- 2022 – Jasmīns (feat. Zeļģis)
- 2023 – Aijā
- 2023 – Backwards in Time
- 2023 – Mēs turpināmies
- 2023 – Mūsu mīlestība
- 2023 – Adata un diegs (con Gustavo)
- 2024 – Eastern European Dream
- 2024 – Nejauši kadri
- 2024 – Eldorado
- 2025 – Lai tev apnīk skumt